# Manuel Vega i March
Manuel Vega i March (Granollers, 1871 - Barcelona, 1931) fou un arquitecte i polític català.
Era fill de Jacinto Vega Cornejo, ajudant de la Secció d'Obres Públiques de la Diputació de Barcelona. Titulat el 17 de febrer de 1892. Fou autor del Col·legi d'Orfes Pobres de Sant Julià de Vilatorta (1904), l'església neogòtica de San Juan de Arucas a Gran Canària (1908), un projecte d'urbanització de Montjuïc per a l'Exposició Internacional de 1929 (amb Lluís Domènech i Montaner) i un projecte no executat per a la plaça de Catalunya de Barcelona (1922).
Fou professor de l'Escola d'Arquitectura de Barcelona, acadèmic de la Reial Acadèmia Catalana de Belles Arts de Sant Jordi (1913) i de la Reial Acadèmia de Belles Arts de Sant Ferran, president de l'Associació d'Arquitectes de Catalunya (1930) i director de l'Escola de Belles Arts de Barcelona (1920-1931). També fou membre de la Junta de Museus. Fundà i dirigí la revista Arquitectura y Construcción (1889-1923).
També intervingué en política municipal, ja que fou escollit regidor pel Districte 7 a l'ajuntament de Barcelona a les eleccions municipals de 1913 dins les llistes del Partit Republicà Radical.

## Obres
- Las enseñanzas industriales en España (1903)
- Mientras se alza el edificio, la reforma de Barcelona (1907).